# 스칼라장

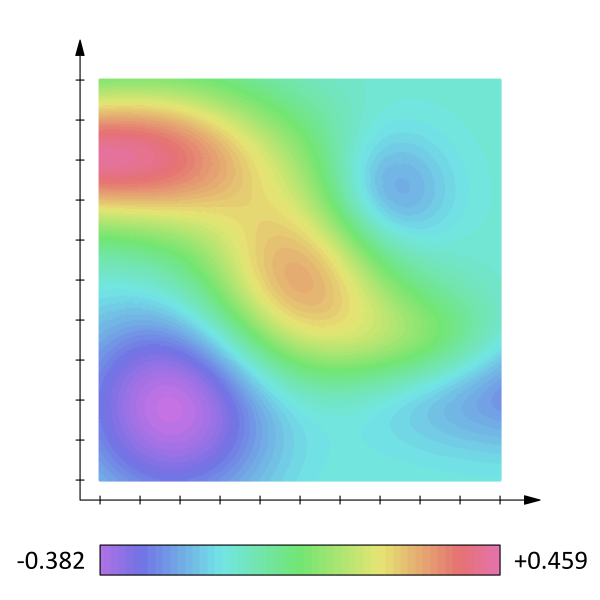
스칼라장을 나타낸다. 여기서 각 점에 대응되는 수의 크기는 그 지점의 색채로 나타나있다.

수학과 물리학에서, 스칼라장(scalar field)은 (국소) 유클리드 공간의 각 점에 스칼라를 대응시킨 것이다. 예를 들어 3차원 공간 상의 온도 분포나 호수의 수압 분포 또는 공간상의 전위 분포나 위치 에너지 분포 등이 스칼라장에 해당된다. 이때 각 점의 그래디언트를 정의할 수 있는데 수압 분포나 전위 분포, 위치 에너지 분포 등의 경우 그 지점의 그래디언트는 그 지점에서 힘의 크기와 방향을 나타낸다.

## 수학적 정의
유클리드 공간 {\displaystyle \mathbb {R} ^{n}}에서 스칼라장은 {\displaystyle F:A\subset \mathbb {R} ^{n}\to \mathbb {R} }으로 정의되는 사상으로써 정의역 {\displaystyle A}의 모든 원소 {\displaystyle \mathbf {x} }에 스칼라 {\displaystyle F\left(\mathbf {x} \right)}를 대응시킨다.

## 같이 보기
- 벡터장
- 기울기 (벡터)

## 참고 문헌
- Jerrold E. Marsden, Anthony J. Tromba (2003). 《Vector Calculus(Fifth Edition)》. W. H. Freeman and Company. ISBN 0-7167-4992-0.